# Цзиньшаньтунь
Цзиньшаньту́нь (кит. упр. 金山屯, пиньинь Jīnshāntún, буквально: «деревня золотой горы») — бывший район городского подчинения городского округа Ичунь провинции Хэйлунцзян (КНР).

## История
В первой половине XX века эти земли находились под юрисдикцией уезда Танъюань, в годы войны с Японией являлись одним из центров партизанского движения. В 1943 году здесь прошла железная дорога и появилась станция Цзиньшаньтунь. В 1948 году переселенцы из Цзямусы основали деревню Сюэсицунь (学习村). В 1952 году официальными лицами этим местам было дано название Дафэнгоу (大丰沟), в апреле здесь было образовано Дафэнское лесничество, а в октябре был образован уезд Ичунь, и эти места вошли в его состав. В 1957 году уезд Ичунь был преобразован в городской округ, а в 1962 году эти места были преобразованы в район Дафэн (大丰区). В 1983 году район Дафэн был переименован в Цзиньшаньтунь.
В 2019 году районы Силинь и Цзиньшаньтунь были объединены в район Цзиньлинь.

## Административное деление
Район Цзиньшаньтунь делится на 2 уличных комитета.
| № | Название  | Название (кит.) | Статус          | Население чел. (2010) | На карте                         |
| - | --------- | --------------- | --------------- | --------------------- | -------------------------------- |
| 1 | Фэньдоу   | 奋斗街道办事处  | уличный комитет | 24736                 | 47°24′37″ с. ш. 129°25′40″ в. д. |
| 2 | Цзиньшань | 金山街道办事处  | уличный комитет | 6241                  | 47°25′30″ с. ш. 129°25′29″ в. д. |

## Соседние административные единицы
Район Цзиньшаньтунь на северо-западе граничит с районом Мэйси, на западе — с районом Силинь, на юге — с районом Наньча, на северо-востоке — с территорией городского округа Хэган.